# Gerbera (singel)
Gerbera (ガーベラ , Gaabera?) är en singel av det japanska rockbandet MUCC. Den släpptes i två utgåvor den 15 februari 2006: en begränsad version med en bonus-DVD och en standardversion som innehöll ett bonusspår, "Hakujitsu". Under första försäljningsveckan hade 8 925 exemplar sålts, vilket gav singeln en sjuttondeplats på försäljningstopplistan.

## Låtlista
1. "Gerbera" (ガーベラ)
2. "Media no juusei" (メディアの銃声)
3. "Hakujitsu" (白日)*

* Endast på standardutgåvan.

### Bonus-DVD
Endast med den begränsade upplagan

"'Gerbera' VIDEO CLIP + Making of" (speltid ca 15 min.)